# بروس أ. بلوك
بروس أ. بلوك (بالإنجليزية: Bruce A. Block)‏ هو منتج أفلام وكاتب أمريكي، ولد في 1950.

## وصلات خارجية
- بروس أ. بلوك على موقع IMDb (الإنجليزية)
- بروس أ. بلوك على موقع قاعدة بيانات الفيلم (الإنجليزية)